# Déclaration du palais Saint James
La Déclaration du palais Saint James, ou Déclaration de Londres de 1941, est la première déclaration conjointe d'objectifs et de principes par les puissances alliées pendant la Seconde Guerre mondiale. La déclaration est publiée après la première réunion interalliée au palais Saint James à Londres le 12 juin 1941. Des représentants du Royaume-Uni, des quatre dominions co-belligérantes du Commonwealth (Canada, Australie, Nouvelle-Zélande et Afrique du Sud), des huit gouvernements en exil (Belgique, Tchécoslovaquie, Grèce, Luxembourg, Pays-Bas, Norvège, Pologne, Yougoslavie) et de la France libre. Il énonce l'engagement des Alliés à poursuivre la guerre contre les puissances de l'Axe (Allemagne et Italie) et établit des principes devant servir de base à une paix future.

## Contexte
Après la bataille de France, les gouvernements exilés de Pologne, de Belgique, des Pays-Bas et du Luxembourg s'installent à Londres et commencent à travailler avec les Britanniques pour coordonner les activités de résistance et poursuivre le combat. L'appel du 18 juin par Charles de Gaulle marque également le début du mouvement de la France libre. En 1941, le Comité de libération nationale tchèque dirigé par Edvard Beneš est également reconnu en tant que gouvernement provisoire tchécoslovaque, coopérant de plus en plus avec la Grande-Bretagne.
La campagne des Balkans s'achève le 1er juin 1941, laissant la Grèce et la Yougoslavie sous occupation de l'Axe. Leurs deux gouvernements s'exilent ; le gouvernement de Pierre II de Yougoslavie rejoint les Alliés occidentaux à Londres, tandis que le gouvernement grec de George II s'installe au Caire.
Londres, en tant que capitale de la seule puissance belligérante d'Europe non occupée par l'Axe, devient le centre de l'activité diplomatique alliée. En juin 1941, la ville avait déjà été soumise à 22 mois de combat lors de la bataille d'Angleterre et du Blitz qui suivit.

## Contenu et impact
La Déclaration du palais Saint James établie trois résolutions. Dans le premier, les parties affirment leur alliance, s'engageant à s'entraider dans la guerre contre l'Allemagne et l'Italie et engageant « le maximum de leurs capacités respectives ». Le second s'engage à ce que les Alliés n'entrent dans aucune paix séparée, affirmant qu'il ne pourrait y avoir de paix tant que la menace de domination de l'Axe ne serait pas vaincue. La troisième résolution engage les Alliés au principe d'une paix fondée sur la « coopération volontaire des peuples libres » dans laquelle « tous peuvent jouir de la sécurité économique et sociale »,.
La déclaration est le premier communiqué des puissances alliées exprimant une vision pour un ordre mondial d'après-guerre. En août 1941, la Grande-Bretagne et les États-Unis présentent cette vision sous une forme plus détaillée dans la Charte de l'Atlantique. En septembre, une deuxième réunion interalliée, qui comprenait désormais l'ambassadeur soviétique Ivan Maïski, publie une résolution approuvant la Charte. En janvier 1942, un groupe encore plus important de nations publia la Déclaration des Nations unies, approuvant les mêmes principes initialement avancés à Saint James et s'engageant à résister conjointement aux puissances de l'Axe,.